# ピーター・エリオット
ピーター・エリオット (Peter Elliott、1962年10月9日 - )は、イギリスの陸上競技選手。1980年代後半に活躍した中距離選手で、1988年ソウルオリンピックでは1500mに出場し、ケニアのピーター・ロノに次いで銀メダルを獲得。そのほか1987年の世界選手権の800mでも銀メダルを獲得している。
またエリオットは1986年のエディンバラで開催されたコモンウェルスゲームズの800mで銅メダル、4年後の1990年のコモンウェルスゲームズの1500mでは金メダルを獲得した。同年夏のヨーロッパ選手権では800m、1500mの両種目で優勝候補に挙げられながらも、けがのため1500mのみ出場し、4位という結果に終わった。

## 自己ベスト
- 800m　1分42秒97 (1990年)
- 1500m　3分32秒69

## 主な実績
| 年   | 大会                   | 場所                           | 種目  | 結果 | 記録      |
| ---- | ---------------------- | ------------------------------ | ----- | ---- | --------- |
| 1986 | コモンウェルスゲームズ | エディンバラ(スコットランド)   | 800m  | 銅   | 1分45秒42 |
| 1987 | 世界陸上選手権         | ローマ(イタリア)               | 800m  | 銀   | 1分43秒41 |
| 1988 | オリンピック           | ソウル(韓国)                   | 1500m | 銀   | 3分36秒15 |
| 1990 | コモンウェルスゲームズ | オークランド(ニュージーランド) | 1500m | 金   | 3分33秒39 |